# Secret of the Wings
Secrets of the Wings (Tinker Bell y el Secreto de las Hadas en Hispanoamérica; Campanilla y el Secreto de las Hadas en España) es una película de animación de la compañía Disney, dirigida por Roberts Gannaway y Peggy Holmes. Está basada en el personaje de Campanita (Tinker Bell en inglés) de J. M. Barrie, estrenada en el 2012.

## Trama
La tierra de las hadas está llena de actividad, las hadas artesanas se encuentran ocupadas construyendo cestas de copos de nieve para las hadas del invierno. Una flota de lechuzas de nieve pronto llega por las cestas, trayendo consigo un encargo final para Hada Mary (Jane Horrocks). Tinker Bell (Mae Whitman) mira como las aves se dirigen hacia los Bosques de Invierno con asombro y curiosidad. 
Más tarde ese día, Tinker Bell se ofrece de voluntaria para ayudar a Fawn (Angela Bartys) a llevar a los animales a los Bosques de Invierno para que puedan hibernar, Fawn advierte a Tinker Bell que ellos sólo llevan a los animales a la frontera de los bosques, y que tienen prohibido entrar a los Bosques de Invierno. Mientras Fawn está distraída por una marmota durmiente, Tinker Bell brinca a través de la frontera hacia los Bosques de Invierno. Tink mira con asombro el hermoso paisaje invernal, encantada por los delicados copos de nieve que caen a su alrededor, y el extraño resplandor que surge de sus alas. El momento termina cuando Fawn arrastra a Tinker Bell devuelta a los Bosques de Otoño. Tocando las alas de Tink, Fawn se asusta al darse cuenta de que están prácticamente congeladas y se apresura para llevarla al Hospital de Hadas. Un hada sanadora (Jodi Benson) examina las alas de Tink y las calienta hasta que estén a temperatura ambiente. Tink sigue teniendo curiosidad acerca de las luces y los colores que tenían sus alas en los Bosques de Invierno, el Hada Sanadora le dice que tal vez solo fue el reflejo de la luz con la nieve. Al salir del Hospital, Tink les cuenta a sus amigas que fue algo mágico pero ninguna le cree e incluso creen que  se volvió loca.
Tink vuela a la Biblioteca, donde encuentra un pequeño libro con forma de ala, pero desafortunadamente, la página que necesita está llena de agujeros porque un come libros (un gusano gordo y muy glotón) se lo comió. Un hada (Thomas Lennon) le dice a Tink que el autor del libro, podría ayudarla pero vive en los Bosques de Invierno. Después de preparase para poder entra a los Bosques de Invierno, Tink se escabulle en el taller de los artesanos y se esconde en uno de los cestos para copos de nieve, y vuela directo hacia los Bosques de Invierno. De repente la lechuza deja caer la cesta y Tink se estrella en la nieve. Al darse cuenta de que su libro se perdió en el desastroso aterrizaje, trata de buscarlo antes de que otra hada lo encuentre. Sin embargo, Lord Milori (Timothy Dalton), el Señor del Invierno, lo encuentra y se lo da a Sled (Matt Lanter) encargándolo de que se lo regrese a su legítimo dueño, el Guarda Libros. Tinker Bell sigue a Sled al Salón de Invierno, donde mientras se encuentra escondida conoce al Guarda Libros, Dewey (Jeff Bennett). En ese momento otra hada entra diciendo que sus alas estaban resplandeciendo con extraños colores. Simultáneamente, las alas de Tinker Bell empiezan a resplandecer también. Una fuerza la impulsa hacia el hada de invierno, llamada Periwinkle (Lucy Hale). Las chicas le piden a Dewey que les explique que pasa con sus alas. Dirige a Tink y Periwinkle a un gigante copo de nieve, donde las alas comienzan a brillar de nuevo y el Salón entero se llena de imágenes de la primera risa de un bebé, que se divide en dos: ambas se dirigen al Árbol del Polvillo,pero son separadas por la rama de un árbol. Tink y Periwinkle se dan cuenta de que en realidad son hermanas gemelas.
De repente, Lord Milori llega preocupado por el libro que había encontrado, le alerta a Dewey que tiene que enviar a cualquier hada cálida que vea devuelta a los Bosques de Otoño. Dewey les dice a las chicas que Tink puede quedarse un tiempo antes de que tenga que regresar a casa. Las dos van a la casa de Periwinkle, donde le muestra a Tink las diferentes cosas que colecciona. Luego, la lleva a los Bosques Congelados, para presentarle a sus amigas Gliss (Grey DeLisle) y Spike (Debby Ryan). Continúan pasando tiempo juntas todo el día; esa noche en la casa de Periwinkle, Tinker Bell crea una fogata para estar caliente, y se da cuenta de que si puede tener calor en los Bosques de Invierno, entonces puede crear frío en su hogar. De repente, el hielo se empieza a debilitar por el fuego y ambas caen al vacío, después de ser rescatadas por Dewey, éste les dice que Tinker Bell debe regresar a casa y no pueden volver a verse ya que resulta muy peligroso para ambas. En la frontera Tink empieza a llorar falsamente para distraer a Dewey y cuando éste se aleja, esta le susurra a Periwinkle que se vean de nuevo en la frontera mañana ya que tiene un plan para poder llevarla a los bosques cálidos. Cuando Tinker Bell llega a casa, le pide ayuda a sus amigos Clank (Jeff Bennett) y Bobble (Rob Paulsen). Mientras están trabajando las amigas de Tink llegan y escuchan la historia de Tinker Bell y su hermana gemela, quedando completamente ilusionadas por el hecho de conocerla.
Al día siguiente, Tinker Bell llega a la frontera con Bobble y Clank, llevando consigo una máquina de nieve; la cual le permite a Periwinkle estar suficientemente fría en el lado cálido de Pixie Hollow. En él conoce a las amigas de Tinker Bell, Fawn, Iridessa (Raven-Symoné), Rosetta (Megan Hilty), Silvermist (Lucy Liu), y Vidia (Pamela Adlon) y continua su viaje por el lado cálido de Pixie Hollow, hasta que Tink se da cuenta de que las alas de Periwinkle se están arrugando. La máquina de nieve se estaba quedando sin hielo, y no hay suficiente nieve para mantener a Peri fría, así que Tink y Periwinkle regresan a la frontera. Lord Milori aparece y le dice a Periwinkle como reparar sus alas. La Reina Clarion (Anjelica Huston), también llega y le explica a las chicas que no pueden volver a verse. Mientras las chicas van en caminos opuestos, Lord Milori lanza la máquina de nieve en la corriente del río provocando una tormenta de nieve en el lado cálido.
Más tarde ese día, la Reina Clarion trata de hacer que Tinker Bell entienda porque la regla de no cruzar la frontera es tan importante, también Lord Milori intenta hacer lo mismo con Periwinkle. Ellos les cuentan la historia de dos hadas que estaban completamente enamoradas, pero pertenecían a mundos muy diferentes, la cual es la historia sobre ellos. Una de las hadas cruzó la frontera y se rompió un ala; una herida que no tiene cura. Justo cuando la Reina Clarion termina su versión de la historia comienza nevar causando una conmoción entre las hadas cálidas. La Reina Clarion, Tink, y un grupo de hadas llegan al río para encontrar a Clank y Bobble tratando de detener la máquina de nieve. Finalmente logran hacerlo y lanzan la máquina al agua, pero la tormenta helada continua. Las estaciones comienzan a perder el balance y la vida del Árbol del Polvillo empieza a cuestionarse; si empieza a enfriarse, se congelará por completo y dejará de producir polvo de hada. Tink se da cuenta de que la flor que Rosetta le dio a Periwinkle aún está viva, a pesar de estar cubierta por una esfera de escarcha congelada.
Tinker Bell vuela directo a los Bosques de Invierno, y le pregunta a Gliss y Periwinkle porque la flor aún estaba viva. Gliss le explica que la esfera de escarcha mantiene el aire caliente adentro y Periwinkle sugiere que podrían cubrir el Árbol del Polvillo con escarcha antes de que la tormenta lo alcance. Tinker Bell y las hadas de invierno vuelan directo al Árbol del Polvillo, para tratar de cubrirlo pero es demasiado grande para terminarlo a tiempo. Entonces Tinker Bell observa como Dewey, Lord Milori, y el resto de las hadas de invierno vuelan hacia ellos para ayudarlos a cubrirr el árbol. Con miedo de que la tormenta haya alcanzado al árbol, las hadas se reúnen alrededor del pozo de polvillo de hadas y se alegran al ver como el polvo de hadas vuelve a fluir sin ningún problema. Cuando todos celebran Tinker Bell muestra con tristeza como una de sus alas está rota debido a su vuelo hacia los Bosques de Invierno y le advierte a Periwinkle que regrese a su hogar antes de que le suceda lo mismo. Mientras las hermanas se dicen adiós y colocan sus alas unidas, una explosión de luces resplandeciente sale de éstas sanando el ala rota de Tink.
Desde ese día, las hadas cálidas podrían cruzar la frontera cada vez que quisieran ya que una cobertura de escarcha les permitiría mantener sus alas a temperatura ambiente. Gracias a esto Tinker Bell no tuvo que despedirse de Periwinkle, Lord Milori y la Reina Clarion volvieron a estar juntos, incluso Rosetta comenzó un pequeño romance con Sled. Una gran amistad entre hadas cálidas y de invierno comenzó a florecer, tan hermosa como la flor de Periwinkle.

## Reparto
- Mae Whitman como Tinker Bell.
- Lucy Hale como Periwinkle.
- Lucy Liu como Silvermist.
- Pamela Adlon como Vidia.
- Raven-Symoné como Iridessa.
- Debby Ryan como Spike.
- Megan Hilty como Rosetta.
- Angela Bartys como Fawn.
- Grey DeLisle como Gliss.
- Jesse McCartney como Terence.
- Jeff Bennett como Clank/Dewey el Guardián.
- Rob Paulsen como Bobble.
- Matt Lanter como Sled.
- Timothy Dalton como Lord Milori.
- Anjelica Huston como Reina Clarion.
- Jane Horrocks como Hada Mary.
- Jodi Benson como Healing Fairy.

## Doblaje
- Christine Byrd como Tinker Bell.
- Constanza Lechuga como Periwinkle.
- Mireya Mendoza como Silvermist.
- Carla Medina como Vidia.
- Leyla Rangel como Iridessa.
- María Inés Guerra como Spike.
- Romina Marroquín Payró como Rosetta.
- Karla Falcón como Fawn.
- Paulina Holguin como Gliss.
- Roger González como Terence.
- Julio Cesar Palomera como Clank.
- Pedro D'Agillón Jr. como Dewey el Guardián.
- Ramon Bazet como Bobble.
- Victor Covarrubias como Sled.
- Sebastián Llapur como Lord Milori.
- Gabriela Michel como Reina Clarion.
- Maria Roiz como Hada Mary.
- Queta Leonel como Healing Fairy.

## Música
| Tema                             | Voz (EE.UU.)        | Voz (Hispanoamérica) |
| -------------------------------- | ------------------- | -------------------- |
| We'll Be There (Nos verás)       | Thia Megia          | María Inés Guerra    |
| The Great Divide (La separación) | The McClain Sisters | Angie Vázquez        |